# MAGI9 PLAYLAND
《MAGI9 PLAYLAND》是日本女子音樂組合9nine的第五張專輯，於2014年6月18日經SME Records發行。

## 概要
《MAGI9 PLAYLAND》是9nine距離前一張專輯《CUE》約1年4個月後再次發行的新專輯。除通常盤以外，本作亦同時發行「初回生產限定盤A」和「初回生產限定盤B」，共計三個版本。當中「初回生產限定盤A」附帶的DVD收錄了3首單曲A面曲之音樂影片、以及西脇彩華在2014年3月與姊姊Perfume的西脇綾香首次合演的「Perfume FES!! 2014」特典影片；「初回生產限定盤B」則附送24頁相片集。

## 收錄曲
1. Re:
2. Forget-U-not
3. With You/With Me
4. THE MAGI9AL FES.
5. out of the blue
6. 9uestions
7. ATASHI≒WATASHI
8. NeXT to FUTURE
9. LOVE VAMPIRE
10. To be continued...
11. 【fu:】
12. D.N.A.
13. Evolution No.9
14. ALGORITHM+LOVE
15. Prism Drops & Falls

Bonus track
1. With You/With Me (Album Ver.)

## 初回特典
初回生產限定盤A
- DVD
  1. MUSIC VIDEO
    1. Evolution No.9 (Music Video)
    2. Re: (Music Video)
    3. With You/With Me (Music Video)

  2. Perfume FES!! 2014「Perfume × 9nine」 Special Collaboration Live DVD
    1. SPICE
    2. SHINING☆STAR
    3. Puppy love（1 Chorus）

初回生產限定盤B
- 24頁相片集

全部種類共通特典（初回特典）
- 各成員單獨封面寫真隨機封入（全5種）
- 「9nine Dream Live in 武道館」特別先行受付封入

## 外部連結
- http://www.lespros.co.jp/special/9nine/magi9/ （页面存档备份，存于） （日語）
- Oricon：MAGI9 PLAYLAND （页面存档备份，存于） （日語）
- SME Records介紹專頁
  - 初回生產限定盤A （页面存档备份，存于） （日語）
  - 初回生產限定盤B （页面存档备份，存于） （日語）
  - 通常盤 （页面存档备份，存于） （日語）